# DECnet
DECnet は、1975年、DECがPDP-11ミニコンピュータ同士の接続のために開発した一連の通信プロトコル群である。初期の Peer to Peer ネットワークアーキテクチャの1つで、1980年代にはDECはこれを武器としてネットワーク市場に参入した。
当初4階層で構成されていたが、後（1982年）にOSI参照モデルに準拠して7層のネットワークプロトコルとなった。
DECnet は、当初からDECの主要オペレーティングシステムであるVAX/VMS向けに構築された。DECはこれを自社製UNIXであるUltrixにも移植した。また、DEC Pathworks の名称でMacintoshやDOSおよびWindowsを搭載したPC/AT互換機向けの実装も販売した。これにより、パーソナルコンピュータを VAX を中心としたネットワークの端末として使えるようにした。最近では、Linux向けのオープンソース版が開発されている。

## DECnet の変遷
DECnet という呼称は、DIGITAL Network Architecture (DNA) を実装したネットワーク製品についてハードウェア・ソフトウェアを問わず使用された。DIGITAL Network Architecture とは、ネットワークアーキテクチャ全般を定義した文書群を指し、アーキテクチャの各層について仕様が記述され、プロトコルスタックの各層の操作・運用が記述されているものである。LANアナライザなどは、DEC発祥のプロトコルを全て "DECnet" と分類することが多いが、厳密に言えばDECが規格策定したプロトコルであっても LAT、SCS、AMDS、LAST/LAD などは DECnet には含まれず、DIGITAL Network Architecture の一部ではない。
DECnet の変遷は、DNA の歴史に他ならない。DNA の起源は1970年代初めである。DEC が最初のDNA仕様を発表したころ、IBMは Systems Network Architecture (SNA) を発表した。それ以来、DNA は次のように発展してきた。

### フェーズI（1974年）
2台のPDP-11（OSは RSX-11）のみをサポート。通信方法はDDCMP（Digital Data Communications Message Protocol）という一対一リンクであった。

### フェーズII（1976年）
最大32ノードのネットワークをサポート。各ノードの実装が異なっていても相互運用可能。実装としては、RSTS、TOPS-10、TOPS-20 が加わったが、通信は依然として一対一リンクのみであった。ファイル転送（FAL）、遠隔ファイルアクセス（DAP）、タスク間プログラミングインタフェース、ネットワーク管理機能などが導入された。

### フェーズIII（1980年）
最大255ノードのネットワークをサポート。一対一リンク以外にマルチドロップ型リンクもサポート。適応型ルーティング機能、ダウンライン・ローディング（MOP）、レコードアクセス、ネットワーク管理アーキテクチャ、IBMのSNAやCCITT勧告X.25などの他のネットワークとのゲートウェイなどが導入された。

### フェーズIVとフェーズIV+（1982年）
| アプリケーション層 | DAP: Data Access Protocol CTERM: Command Terminal                                               |
| ネットワーク管理層 | NICE: Network Information (and) Control Exchange MOP: Maintenance Operation Protocol            |
| セッション層       | SCP: Session Control Protocol                                                                   |
| トランスポート層   | NSP: Network Service Protocol                                                                   |
| ネットワーク層     | DRP: DECnet Routing Protocol                                                                    |
| データリンク層     | DDCMP: Digital Data Communications Message Protocol イーサネット、トークンリング、HDLC、FDDI、… |
| 物理層             | イーサネット、トークンリング、FDDI、…                                                           |

フェーズIVは、当初 RSX-11 と VMS 向けにリリースされ、続いて TOPS-20、TOPS-10、Ultrix、VAXELN、RSTS/E もサポートされた。最大64,449ノードまで（1023ノード×63エリア）のネットワークをサポートし、データリンクはDDCMP以外にイーサネットもサポートされ、階層型ルーティング、VMSクラスターサポート、ホストサービス（CTERM）などが導入された。CTERMは、あるコンピュータ上のユーザーが他のコンピュータにログインできる機能で、TCP/IPプロトコルスタックでの Telnet と同等の機能を実現している。また、PATHWORKS（あるいは PATHWORKS 32）と呼ばれる製品もリリースし、DECnet フェーズIV の機能の大部分を DOS および Microsoft Windows 向けに実装した。
フェーズIV ではOSI参照モデルの7層に類似した8層アーキテクチャを実装している。当時、OSI参照モデルは完成していなかったため、フェーズIVのプロトコルの大部分は独自のものだった。
イーサネットの実装も普通とは異なり、MACアドレスをソフトウェアが変更し、AA-00-04-00-xx-yy の xx-yy の部分が DECnet のホスト毎のネットワークアドレスそのものになっている。このため、LAN上のルーティングが簡便になっていた。ただし、そのために同じホストから同じLANに複数のNICで接続することができない。
DECnet のプロトコルスタックは Linux や SunOS といったプラットフォームにも移植され、シスコシステムズなどのネットワーク機器企業もDECnet対応製品をリリースした。
フェーズIVがリリースされたころ、ターミナルサーバ経由のシリアル端末アクセスのための Local Area Transport（LAT）と呼ばれる独自プロトコルもリリースしている。LAT 自体は DECnet とは全く無関係だが、LATターミナルサーバは DECnet の MOP を使って端末へのダウンロードやブート処理を行っていた。
フェーズIV への拡張は DECnet フェーズIV+ と呼ばれたが、フェーズIV との相互運用性は完全に保たれていた。

### フェーズVとフェーズV+（1987年）
アーキテクチャ上無制限のノード数のネットワークをサポートし、ネットワーク管理モデルを一新し、ネームサービスが追加され、性能向上が図られている。独自プロトコルからOSIに移行し、マルチベンダー接続性を確保すると共に、フェーズIVとの互換性も維持している。従って、アーキテクチャ的には DNA と OSI のハイブリッド型となっていて、トランスポート層以下が共通になっている。透過的なトランスポート層レベルでのTCP/IPとのリンクが、IETF RFC 1006 (OSI over IP) と RFC 1859 (NSP over IP) として追加された。
その後、OSI準拠であることを強調するために DECnet/OSI と改称し、さらに TCP/IP も利用可能となったときに DECnet-Plus と改称した。

## 利用可能性
DECnet のプロトコル設計はDECが全て行った。ただし、DECnet フェーズII からプロトコル仕様が公表されている。したがって、誰でも実装可能であるという意味でオープン標準となっている。実際DEC以外での実装もいくつか行われており、Linuxへの実装もある。